# 君を忘れない (映画)
『君を忘れない』（きみをわすれない）は、1995年の日本ヘラルド映画社製作の映画。『THE WINDS OF GOD』、『きけ、わだつみの声 Last Friends』、『ひめゆりの塔』などと並び、終戦50周年を控えて製作された映画のうちの一本である。第二次世界大戦末期の特攻隊基地を舞台に、隊員に選ばれた7人の若者の友情を描いている。
キャッチコピーは「ヒコーキに乗れて、女の子にモテる。そんな青春のはずでした」。SMAPの木村拓哉や反町隆史など、当時はまだ駆け出しだった俳優を多く起用した。

## 概要
『君は僕を好きになる』などを手がけた渡邊孝好監督が、戦時下の若者たちの姿を描いた戦争青春映画。長髪とマフラーを巻くことが許された海軍パイロットが当時若者たちの憧れの最先端であったことを強調すべく、ポニーテールの兵士、肥満の兵士がいるなど、従来にない設定を取り入れている。当時の大日本帝国海軍では士官から長髪が許されていたことと、過酷な長距離飛行を強いられるパイロットには最高級の滋養食が支給されていたことは事実である。
1995年当時の映画入場料金の相場は大人当日1,800円だったが、この作品は前売り1,000円、当日1,200円という低価格に設定した。しかし、配給収入4.5億円と期待したほどのヒットとはならなかった。

## あらすじ
1945年の蓑屋航空基地（現実には存在していない基地。鹿屋基地がモデル）で映画は幕を開ける。特攻作戦に反発する海軍エリート大尉の望月晋平は自らが隊長となる302特別飛行隊(架空のもの)組織に戦闘機パイロットを集めた。しかし、予想に反し、集まってきたのは
|    | 名前       |   | 階級   |   | 解説                                                       |
| 1. | 上田淳一郎 | - | 少 尉  | - | 望月の後輩だが望月とは女性関係に起因する確執がある。       |
| 2. | 三浦 草太  | - | 少 尉  | - | 輝かしい戦績とは裏腹に傷心の軍国成年。                     |
| 3. | 佐伯 正義  | - | 少 尉  | - | ジャズを愛し、常にハーモニカを持ち歩いている。             |
| 4. | 早川 乙彦  | - | 少 尉  | - | 東京帝国大学卒業で反戦主義者。                             |
| 5. | 高松 岩男  | - | 一飛曹 | - | 肥満体で高所恐怖症、水を飲んでも太ってしまう体質の持ち主。 |
| 6. | 森 誠      | - | 一飛曹 | - | 整備兵上がりの飛行機マニア。                               |

など変わり者ばかり、かつ操縦技術に関しては上田と三浦以外はパイロットと呼べるレベルに達していなかった。しかし連日の激しい操縦技術訓練を通じて、バラバラだった一同の心に連帯感が生まれる。
3日間の休暇を与えられたパイロットたちはそれぞれの家族に会うが、早川は遊郭の娘、緑と恋仲になっており、他隊のパイロット仲間たちが次々に特攻を命じられて去っていく不安と苛立ちから夜中に基地から脱走し緑と逢引するに至り、その後脱走兵として捕まってしまう。連行されてきた早川を、隊長である望月は「自分の用事で町に使いに出していた」と庇って事なきを得た。
その後、望月も含む7人に上層部から特攻作戦が命令され、作戦決行前夜、望月は隊員たちの部屋を訪れて自らが考え、思って来たことを吐露する。隊員たちもそれに応えさまざまな思いを口にし、連帯感を更に深めた。
出発当日、望月は上官であり父でもある海軍中将に命令された「戦果確認のために1機だけ引き返し生還するように」との命令に対し、父から子である自分に対し自分だけが生き残るように配慮された方策と理解しながら、ピアノで美しい音色を奏でる佐伯を見て佐伯を残すことに決め、父の意図に反し佐伯に引き返すことを命令した。しかしその言葉に驚愕し納得せず暴れる佐伯の手に銃弾を打ち込み、操縦桿を握れないようにした上で「生き残って、この戦争のことを息子に話して聞かせてやってくれ」と頼みこんだ。
佐伯を除く6人は皆一様に笑顔で戦闘機に乗り込み、飛び立っていった。

## 出演者
- 望月晋平：唐沢寿明
- 上田淳一郎：木村拓哉
- 三浦草太：反町隆史
- 高松岩男：松村邦洋
- 早川乙彦：袴田吉彦
- 佐伯正義：池内万作
- 森誠：堀真樹
- 水沢志津子：戸田菜穂
- 緑：水野真紀
- 片岡瑞穂：渋谷琴乃
- 佐伯明子：森下桂
- 小沢啓二：髙嶋政宏
- 望月昌平：長塚京三
- 飛行機整備士：平田満
- 大河内浩
- 鼓太郎
- 東恵美子
- 唐沢民賢
- 吉満涼太
- 根岸大介
- 中島陽子

## スタッフ
- 監督：渡邊孝好
- 製作者：古川博三、伊地知彬
- 製作総指揮：坂上直行、田中迪
- 企画：小滝洋平、遠谷信幸
- プロデューサー：市村朝一、藤田義則、馬越勲
- 音楽：長岡成貢
- 主題歌：岩田雅之「君を忘れない～ Nobody loves me like my baby」
- 企画協力：メディアウェイブ
- 音楽プロデューサー：鎌田俊哉
- 音響効果：東洋音響カモメ
- 特撮監督：徳永徹三
- 撮影：高間賢治
- 編集：奥原好幸
- 操演：ローカスト
- R/Cプレーン操縦：神栖模型
- モデルミニチュアスーパーバイザー：小川正晴
- 特殊メイク：江川悦子
- 技斗：深作覚
- 火薬効果：大平特殊効果
- 空中撮影：モピテック
- タイトル：マリンポスト
- スタジオ：にっかつ撮影所
- 現像：IMAGICA
- ロケ協力：竜ヶ崎飛行場、新中央航空、朝日航洋、大井川鐵道、下田市、東村山市白州山の家、河口湖自動車博物館 ほか
- 特別協力：読売新聞社、日本テレビ放送網
- 製作プロダクション：デスティニー

## 小説版との比較
脚本の長谷川康夫による小説版では、志津子は「真琴」という名前である。そして真琴は広島市への原子爆弾投下で死亡したと取られる表現がされている（映画での志津子は不明）。また出撃日も原作と映画では1か月近い違いがある（前者は8月10日、後者は7月10日）。
小説版は物語の主軸として特攻隊員たちの「非日常の中の日常」を描きながらも晋平と淳一郎と真琴の三角関係という伏線の回収を行っているが、映画版は時間の関係上「男たちの物語」に主軸を置いたため、このあたりが曖昧にされてしまっている。

## 備考
木村拓哉演じる上田が劇中で長髪を束ねるシーンが在る。当時、陸・海軍の軍人のみならず、民間人に対しても男子は短髪・丸刈りが強く推奨されていた。映画が公開された当時は所謂「ロン毛」ブームだったこともあり、木村もロン毛で売り出していた。そのため、このシーンは時代の世情に配慮していないのではないかと一部で論争が起きたが、実は特攻隊は生きて帰れないことが前提であったことから、海軍では長髪がある程度許されており、戦中当時の実情に沿った演出である。